# Sybra variefasciata
Sybra variefasciata là một loài bọ cánh cứng trong họ Cerambycidae. được Breuning mô tả khoa học lần đầu vào năm 1973.